# 세일러복과 기관총 - 졸업
《세일러복과 기관총 - 졸업》(일본어: セーラー服と機関銃 -卒業-)은 2016년 개봉한 일본의 십대 코미디 드라마 영화이다. 1981년 영화 《세일러복과 기관총》의 속편격 작품이다.